# تجمع الخربة (رماة)

تعديل مصدري - تعديل

تجمع الخربة (وادي رماة هو "تجمع بدوي" في عزلة رماة بمديرية رماة التابعة لمحافظة حضرموت، بلغ تعداد سكانها 20 نسمة حسب تعداد اليمن لعام 2004.